# Carinodes fulgor
Carinodes fulgor là một loài tò vò trong họ Ichneumonidae.